# The Wagon
The Wagon è un brano musicale dei Dinosaur Jr..

## Descrizione
Venne pubblicato negli Stati Uniti nel 1990 come singolo e poi, nel 1991, in Europa in un altro singolo e in un EP omonimo e poi, in diverse edizioni, come prima traccia dell'album Green Mind. Del singolo venne prodotta anche una edizione in Germania dalla Glitterhouse Records. L'EP venne pubblicato anche in Giappone con un brano aggiuntivo, Throw Down.
Il brano Quicksand è una cover dell'omonimo brano di David Bowie con minime variazioni nel testo a opera dello stesso J Mascis e, nella parte iniziale, una melodia diversa presa da un'altra canzone di Bowie, "Andy Warhol".
Il brano originale di Bowie riporta un verso dove diceva "I ain't got the power" che in questa versione è stato modificato in "We ain't got the wagon more" (Non abbiamo più l'auto). Il verso venne modificato da Mascis a seguito di un incidente che gli occorse mentre si stava recando a firmare con la Columbia Records; avendogli chiesto di firmare subito, a seguito dell'incidente d'auto lungo la strada decise di non firmare più il contratto con la Columbia.

## Tracce

### Singolo da 7" (1990)
1. The Wagon – 4:40 (J Mascis)
2. Better Than Gone – 3:35 (Don Fleming)

### EP da 12" e CD (1991)
1. The Wagon – 4:57 (J Mascis)
2. Pebbles + Weeds – 5:23 (J Mascis)
3. The Little Baby – 4:30 (J Mascis)
4. Not You Again (J Mascis)
5. Quicksand (Wagon reprise) – 4:29 (David Bowie)

### Singolo da 7" e MC (1991)
1. The Wagon – 4:57 (J Mascis)
2. The Little Baby – 4:30 (J Mascis)

## Musicisti
- Murph: batteria
- J Mascis: chitarra, voce
- Don Fleming: chitarra, voce

- Donna Biddle: basso
- Jay Spiegel: tamburo tom tom
- Murph: batteria